# Mauricio en los Juegos Olímpicos de Atlanta 1996
Mauricio estuvo representado en los Juegos Olímpicos de Atlanta 1996 por un total de 26 deportistas, 21 hombres y 5 mujeres, que compitieron en 6 deportes.
El portador de la bandera en la ceremonia de apertura fue el atleta Khemraj Naiko. El equipo olímpico mauriciano no obtuvo ninguna medalla en estos Juegos.